# Министерство образования Филиппин
Министерство образования Филиппин несет ответственность за управление  филиппинской системой базового образования. Оно является главным разработчиком филиппинской образовательной политики и несет ответственность за систему начальной и средней школ Филиппин. Министерство образования также известно под старым названием, Департамент образования, культуры и спорта.